# صعود آتون
هي مدينة اثرية مفقودة في محافظة الأقصر، تعود إلى عهد المصريين القدماء كُشف عنها في 8 أبريل 2021. عمر المدينة حوالي 3000 آلاف عام وتعود إلى فترة حكم الملك أمنحتب الثالث، أحد أقوى حكام مصر، وهو الملك التاسع في الأسرة الثامنة عشر، والتي حكمت بين 1391 ق.م إلى 1353 ق.م ثم سكنها الملك توت عنخ آمون. تم البحث عن المدينة عن طريق بعثات أثرية عديدة، ولم يُعثر عليها أبدا. وقامت البعثة المصرية باكتشاف المدينة التي تعتبر أكبر مدينة يُعثر عليها في مصر، على الإطلاق. وقد أنشأها الملك أمنحتب الثالث
تُعدّ المدينة أكبر مستوطنة إدارية وصناعية في عصر الإمبراطورية المصرية على الضفة الغربية للأقصر، حيث عثر في المدينة على منازل يصل ارتفاع بعض جدرانها إلى نحو ثلاثة أمتار ومقسمة إلى شوارع.

## الاكتشاف
بدأ العمل في هذه المنطقة للبحث عن المعبد الجنائزي الخاص بالملك توت عنخ آمون، لأنه تم العثور على معبدي كل من حور محب وآي من قبل.
وكانت أعمال التنقيب قد بدأت في سبتمبر 2020، وفي غضون أسابيع، بدأت تشكيلات من الطوب اللبن في الظهور في جميع الاتجاهات، وكانت دهشة البعثة كبيرة، حينما اكتشفت أن الموقع هو مدينة كبيرة في حالة جيدة من الحفظ، بجدران شبه مكتملة، وغرف مليئة بأدوات الحياة اليومية، وقد بقيت الطبقات الأثرية على حالها منذ آلاف السنين، وتركها السكان القدماء كما لو كانت بالأمس.
ويعد اكتشاف هذه المدينة المفقودة هو ثاني اكتشاف أثري مهم بعد اكتشاف مقبرة توت عنخ آمون. وأن ذلك الاكتشاف لم يمنحنا لمحة نادرة عن حياة قدماء المصريين في عصر الإمبراطورية فحسب، ولكنه أيضاً سيساعدنا في إلقاء الضوء على أحد أعظم الألغاز في التاريخ، ولماذا قرر أخناتون ونفرتيتي الانتقال إلى العمارنة.
وتقع منطقة الحفائر بين معبد رمسيس الثالث في مدينة هابو ومعبد أمنحتب الثالث في ممنون.
وكان الهدف الأول من البعثة هو تحديد تاريخ هذه المدينة، حيث تم العثور على نقوش هيروغليفية على أغطية خزفية لأواني النبيذ، وتخبرنا المراجع التاريخية أن المدينة كانت تتألف من 3 قصور ملكية للملك أمنحتب الثالث، بالإضافة إلى المركز الإداري والصناعي للإمبراطورية.
وقد أكد عدد كبير من الاكتشافات الأثرية على تاريخ المدينة مثل الخواتم والجعارين والأواني الفخارية الملونة والطوب اللبن، الذي يحمل أختام خرطوش الملك أمنحتب الثالث، وبعد 7 أشهر فقط من التنقيب، تم الكشف عن عدة مناطق أو أحياء بتلك المدينة.
وعثرت البعثة كذلك، في الجزء الجنوبي، على المخبز ومنطقة الطهي وأماكن إعداد الطعام كاملة مع الأفران وأواني التخزين الفخارية، وهي المنطقة التي كانت تخدم عدداً كبيراً من العمال والموظفين.
أما المنطقة الثانية، والتي تم الكشف عنها جزئياً، وتمثّل الحي الإداري والسكني، فتضم وحدات أكبر وذات تنظيم جيد. وهذه المنطقة مسيّجة بجدار متعرّج، مع نقطة دخول واحدة فقط، تؤدي إلى ممرات داخلية ومناطق سكنية. وهذا المدخل الوحيد يجعلنا نعتقد أنه كان نوعاً من الأمن، حيث القدرة على التحكّم في الدخول والخروج إلى المناطق المغلقة.
وتعتبر الجدران المتعرّجة من العناصر المعمارية النادرة في العمارة المصرية القديمة، وقد استخدمت بشكل أساسي في نهاية الأسرة الثامنة عشرة.
أما المنطقة الثالثة، فهي ورشة العمل، حيث تضم إحدى جهاتها منطقة إنتاج الطوب اللبن المستخدم لبناء المعابد والملحقات، ويحتوي الطوب على أختام تحمل خرطوش الملك أمنحتب الثالث (نب ماعت رع).
وتم كذلك اكتشاف عدد كبير من قوالب الصب الخاصة بإنتاج التمائم والعناصر الزخرفية المستخدمة وهذا دليل آخر على النشاط الواسع في المدينة لإنتاج زخارف كل من المعابد والمقابر، وعثرت البعثة في جميع أنحاء مناطق الحفائر على العديد من الأدوات المستخدمة في النشاط الصناعي مثل أعمال الغزل والنسيج، كما تم اكتشاف ركام المعادن والزجاج، لكن المنطقة الرئيسية لمثل هذا النشاط لم يتم اكتشافها بعد.
وقد عُثر على دفنتين غير مألوفتين لبقرة أو ثور داخل إحدى الغرف، وما زال البحث جاريا لتحديد طبيعة هذه الدفنات والغرض منها. وعُثر كذلك على دفنة رائعة لشخص ما بذراعيه تاممدودتين إلى جانبه، وبقايا حبل ملفوف حول ركبتيه، ويعد موقع ووضع الهيكل العظمي غريبا نوعاً ما، وهناك المزيد من الأبحاث حول هذا الأمر.
كما تم العثور على دفنة رائعة لشخص ما بذراعيه ممدودتين إلى جانبه، وبقايا حبل ملفوف حول ركبتيه، ويعد موقع ووضع هذا الهيكل العظمي غريب نوعًا ما، وهناك المزيد من البحث حول هذا الأمر.
كما تم العثور على إناء يحتوي على جالونين من اللحم المجفف أو المسلوق، ويحمل نقوشاً قيمة يمكن قراءتها: «السنة 37، لحوم مسلوقة لعيد حب سد الثالث من جزارة حظيرة خع التي صنعها الجزار إيوي».
وهذه المعلومات القيمة لا تعطي فقط اسمي شخصين كانا يعيشان ويعملان في المدينة، بل تؤكد أن المدينة كانت نشطة وتحدد زمن مشاركة الملك أمنحتب الثالث مع ابنه أخناتون.
كما عثرت البعثة أيضاً على نص منقوش على طبعة ختم يقرأ: «جم با أتون» أي مقاطعة أتون الساطع، وهو اسم معبد قد بناه الملك أخناتون في الكرنك.
كما تم الكشف عن مقبرة كبيرة لم يتم تحديد مداها بعد، واكتشفت البعثة مجموعة من المقابر المنحوتة في الصخور بأحجام مختلفة والتي يمكن الوصول إليها من خلال سلالم منحوتة في الصخر، وهناك سمة مشتركة لبناء المقابر في وادي الملوك ووادي النبلاء. وما زال العمل جارياً، وتتوقع البعثة الكشف عن مقابر لم تمسها يد مليئة بالكنوز.
وتتيح أعمال التنقيب المستمرة لعلماء الآثار الوصول إلى طبقة النشاط الأصلية للمدينة، حيث تم كشف النقاب عن معلومات ستغير التاريخ وتعطي نظرة ثاقبة فريدة عن عائلة توت عنخ آمون.
ويقدم اكتشاف المدينة المفقودة أيضاً فهماً أعمق للحياة اليومية للمصريين القدماء من حيث أسلوب بناء وديكورات المنازل والأدوات التي استخدموها وكيفية تنظيم العمل، وقد تم الكشف عن ثلث المنطقة فقط حتى الآن، وستواصل البعثة أعمال التنقيب، بما في ذلك المنطقة التي تم تحديدها على أنها الموقع المحتمل لمعبد توت عنخ آمون الجنائزي.
تم الكشف عن جزء من المدينة يمتد غرباً، بينما يعد دير المدينة جزءا من المدينة."

## التاريخ
أسسها أحد أعظم حكام مصر القديمة، وهو الملك أمنحتب الثالث، الملك التاسع من الأسرة الثامنة عشرة، والذي حكم مصر من عام 1391 ق.م. وحتى 1353 ق.م. وقد شاركه ابنه ووريث العرش المستقبلي أمنحتب الرابع، أخناتون، آخر ثماني سنوات من عهده.
وتعتبر هذه المدينة هي أكبر مستوطنة إدارية وصناعية في عصر الإمبراطورية المصرية على الضفة الغربية للأقصر، حيث عُثر بالمدينة على منازل يصل ارتفاع بعض جدرانها إلى نحو 3 أمتار، وهي مقسّمة إلى شوارع.